# Stars (spillested)
 For alternative betydninger, se Stars. (Se også artikler, som begynder med Stars)
Stars (stiliseret som STARS) er et regionalt spillested, der ligger i Algade i Vordingborg på Sydsjælland. Stedet åbnede i 1998 og har siden haft afholdt over 1500 koncerter og arrangementer for sammenlagt mere end 150.000 gæster.
Der bliver afholdt 90-100 koncerter om året, og som regionalt spillested får Stars tilskud fra Kulturstyrelsen og Vordingborg Kommune på 3,59 mio. kr. om året. I 2018 blev der solgt 10.552 billetter og stedet havde en omsætning på 6,46 mio. kr. Året efter blev der afholdt over 100 koncerter med knap 12.000 gæster. Ved valget som regionalt spillested i 2021-2014 modtog Stars 1,75 mio. kr. årligt fra Statens Kunstfond.
I 2016 var stedet nomineret til prisen Årets Folk-spillested ved Danish Music Awards Folk.
I 2020 var spillestedet lukket i fem måneder grundet coronapandemien, men åbnede igen i midten af august.